# Acheronaster
Acheronaster is een geslacht van zeesterren uit de familie Oreasteridae.

## Soort
- Acheronaster tumidus H.E.S. Clark, 1982